# Situerad kunskap
Situerad kunskap är en teori som innebär en kritik av föreställningen om forskaren som en neutral observatör av verkligheten. Uttrycket myntades av bland annat Donna Haraway i en analys av hur etablerandet av vetenskap i modern bemärkelse från 1500-talet och framåt var del i skapandet av en ny form av objektivitet. Enligt teorin finns det en relation mellan kunskapsproduktion och olika maktordningar som kön, klass, etnicitet, funktionalitet och sexualitet, där inom den feministiska vetenskapsteorin har diskussionen om vad som kan betraktas som objektivitet varit central. Kunskapen om ens sociala position, formad av rådande maktordningar, är enligt teorin en förutsättning för kunskap om samhället och människan. Haraway vill se intersektionella sammanhang och vänder sig mot försöken att konstruera kön och klass som homogena kategorier. Den föreställda förmågan om att vara en neutral observatör, att kunna se allt från ingenstans utan att själv bli sedd, kallas inom feministisk vetenskapsteori för "gudstricket".
Begreppet situerad kunskap analyserar och lyfter frågor om hur forskarens möjlighet att få kunskap om verkligheten begränsas av olika strukturella maktförhållanden. En enskild forskare kan enligt teorin aldrig vara absolut neutral. Anspråken på objektivitet kan däremot stärkas av att forskarna, och deras sociala och kulturella förståelser, synliggörs i forskningsprocessen. Tolkningarna av verkligheten är enligt teorin om situerad kunskap alltid ofullständiga, och genom att uppmärksamma denna begränsning tar forskare ansvar för att göra kunskapen mer tillförlitlig. 
Eftersom kunskap produceras i specifika sociala sammanhang finns det, beroende på vad det handlar om, erfarenheter som är av värde för att kunna få kunskapen. Det kan röra sig om allt från att ställa de rätta frågorna till att se vilka erfarenheter och perspektiv som osynliggörs. Kunskap om förtryckande sociala strukturer och relationer blir exempelvis mer trovärdiga om utgångspunkter tas i de förtrycktas position och erfarenheter. Ett aktuellt[när?] exempel handlar om diskriminering och förtryck utifrån föreställningar om etnicitet, såsom afrofobi. När personer som har erfarenhet av detta kommer till tals produceras ny kunskap om de förtryckande strukturerna, detta kallas ståndpunktsepistemologi.